# Arrondissement Wassy
Wassy is een voormalig arrondissement in het departement Haute-Saône in de Franse regio Bourgogne-Franche-Comté. Het arrondissement werd op 17 februari 1800 gevormd en op 10 september 1926 opgeheven. Het arrondissement werd heropgericht in 1940 waarbij de sous-prefecture overgebracht werd naar Saint-Dizier.

## Kantons
Het arrondissement was samengesteld uit de volgende kantons:
- kanton Chevillon
- Donjeux
- kanton Doulevant-le-Château
- kanton Joinville
- kanton Montier-en-Der
- Sailly
- kanton Saint-Dizier
- kanton Wassy